# Marcin Białas (pedagog)
Marcin Białas (ur. 8 grudnia 1970 w Kaliszu) – polski pedagog,  teolog, doktor habilitowany nauk społecznych i humanistycznych, specjalista w dziedzinie surdopedagogiki, oligofrenopedagogiki, dydaktyki, historii. 

## Życiorys
Profesor nadzwyczajny Akademii Wychowania Fizycznego i Sportu im. Jędrzeja Śniadeckiego w Gdańsku. Od 2020 do 2024 roku pełnił funkcję Prorektora ds. Rozwoju i Współpracy z Zagranicą tej uczelni. 
Praktykę zawodową zdobył pracując w charakterze nauczyciela, pedagoga, dyrektora szkoły, wykładowcy, dziekana. Jest autorem wielu pozycji monograficznych, podejmujących problematykę osób z niepełnosprawnością, niedostosowanych społecznie i wykluczonych, a także antropologiczno-teologicznych uwarunkowań procesu wychowania. Jest autorem podręcznika metodycznego przeznaczonego dla dzieci z głębokim prenatalnym uszkodzeniem słuchu, redaktorem opracowań wieloautorskich oraz autorem publikacji naukowych. Jest też instruktorem transliteratorem metody fonogestów (Cued Speech), umożliwiającej komunikowanie się z osobami niesłyszącymi.

## Odznaczenia
- 2013: Medal Komisji Edukacji Narodowej za szczególne zasługi dla oświaty i wychowania asygnowany przez Ministra Edukacji Narodowej w Warszawie
- 2013: Srebrny Medal za Długoletnią Służbę przyznany przez Prezydenta Rzeczypospolitej Polskiej

## Wybrane publikacje
- 2007: Głusi – Język – Metafora. Rozumienie metaforycznego znaczenia wyrażeń językowych przez uczniów niesłyszących. Piotrków Trybunalski: Naukowe Wydawnictwo Piotrkowskie, ISBN 83-89935-28-7
- 2007: Materiały metodyczne do katechezy dzieci niesłyszących – przygotowanie do I Komunii Świętej. Metoda Szybkiego Wzbogacania Kompetencji Językowo-Kulturowej i Pojęciowej w nauczaniu religii dzieci niesłyszących. Kielce: Wyd. „JEDNOŚĆ”, ISBN 978-83-7442-623-7
- 2009: Cексуальное насилие в отношении детей жертвы и виновники. Издельство: Российский Государственный Педагогический Университет им. А.И. Герцена, St. Petersburg, Russia. ISBN 978-5-8064-1399-5, ББК 88.3,021
- 2012: Teologiczno-antropologiczne podstawy wychowania chrześcijańskiego w aspektach szczęścia i cierpienia, Poznań: Wydawnictwo Naukowe Wyższej Szkoły Pedagogiki i Administracji im. Mieszka I w Poznaniu. ISBN 978-83-60038-36-9
- 2020: Stres matek dzieci z niepełnosprawnością intelektualną. Analiza - Diagnoza – Terapia / Stress of mothers of children with intellectual disability. Analysis - Diagnosis – Therapy. Gdańsk: Wydawnictwo Uczelniane Akademii Wychowania Fizycznego i Sportu. ISBN 978-83-62390-59-5